# Gà Brown Nick
Gà Brown Nick (phát âm tiếng Việt như là Gà Brao-níc) là một giống gà công nghiệp hướng trứng có nguồn gốc từ Hoa Kỳ do Công ty H&N của Mỹ thành lập năm 1936 đã giới thiệu giống gà này vào năm 1965. Việt Nam nhập từ hãng gà Brown nick H & N Internationnal của Mỹ năm 1993. Hiện nay giống gà này đã được Nhà nước Việt Nam công nhận là một giống vật nuôi được phép kinh doanh, sản xuất, lưu hành tại Việt Nam Gà có nguồn gốc từ dòng gà trứng cao sản của Mỹ và phân bố ở Thành phố Hồ Chí Minh, một số tỉnh phía Nam, phía Bắc. 

## Đặc điểm
Gà mái có màu lông màu nâu, đỏ kim, gà trống có màu lông trắng, mào đơn (đặc điểm này dùng để phân biệt gà lúc một ngày tuổi) mào đơn, vỏ trứng màu nâu. Lúc mới nở gà trống có lông màu trắng, gà mái màu nâu có 2 sọc ở lưng. Gà thành thục sinh dục sớm, gà bắt đầu đẻ lúc 18 tuần tuổi. Giai đoạn hậu bị lúc mới sinh đến 18 tuần tuổi, tỷ lệ nuôi sống từ 96 - 98%. Thức ăn tiêu tốn giai đoạn này thì nếu cho ăn hạn chế thì 6,1-6,4 kg, nếu cho ăn tự do 6,4 - 6,7 kg. Khối lượng lúc 18 tuần tuổi nếu hạn chế thức ăn 1480 g nếu cho ăn tự do 1540g.
Giai đoạn gà đẻ trứng từ 18-76 tuần tuổi thì tỷ lệ nuôi sống từ 91–94. Tỷ lệ cao nhất 90%. Sản lượng trứng 305-325 quả/56 tuần, trung bình đạt 300 quả trên mái trong 76 tuần tuổi. Năng suất trứng đạt 280 – 300 trứng/ năm. Khối lượng mới nở 36 g/con, trưởng thành 1,8 kg/con. Khối lượng trứng: 62-64 gam/quả (58 - 60 gam). Tiêu tốn thức ăn cho 10 quả trứng là 1,5 – 1,6 kg thức ăn (1,6- 1,8 kg). Khối lượng trứng 62-64 g/quả.